# Pliniaca
Pliniaca is een geslacht van vlinders van de familie koolmotten (Plutellidae).

## Soorten
- P. bakerella Busck, 1907
- P. sparsisquamella Busck, 1907